# 程富 (永樂甲午舉人)
參數所指定的目標頁面不存在，建議更正成存在頁面或直接建立下列一個頁面（建立前請先搜尋是否有合適的存在頁面可以取代）：
- 程富

程富（14世紀—1458年9月7日），字好禮，南直隸徽州府歙縣人，明朝政治人物。

## 生平
程富是永樂十二年（1414年）甲午科應天鄉試舉人，授陝西道監察御史，巡按江西，旱災時撫州流寇曾子良以妖術惑眾劫掠居民，他到任後調軍攻打對方巢穴，釋放脅從者千餘人，得璽書褒奬，宣德十年（1435年）陞大理寺左少卿，上奏罷去江西造紙、鑄錢二局，又上奏免除供應桅心杉樟等木二百四十餘萬，正統六年（1441年）任都察院右僉都御史，往陝西、甘肅參贊軍務，上陳軍民利病五事，八年（1443年）前往雲南督理糧餉，九年（1444年）就平定麓川輸運糧餉功勞陞左僉都御史，十年（1445年）督理糧餉秩滿陞右副都御史，引疾致仕歸里，天順二年（1458年）七月去世。子程鏞獲授新安衛世襲百戶。

## 引用
1. 1 2  民國《歙縣志·卷六·人物志》：程富，字好禮，永樂甲午領鄉薦，拜監察御史按江西，歲旱荒，撫州賊曾子良以妖術惑眾，鬨數萬劫掠居民，富至即調軍躬抵巢穴破之，俘獲甚眾，釋脅從千餘人，璽書褒奬，遷大理寺左少卿，奏罷江西造紙、鑄錢二局，又奏免桅心杉樟等木二百四十餘萬，調行在都察院右僉都御史，往陝西甘肅參贊軍務，陳言軍民利病五事，復以麓川不靖，再往雲南督理糧餉，兼領官軍守哨有功就軍中，陞左僉都御史，竣事還遷右副都御史，以疾陳請給驛還鄉，子鏞授新安衛世襲百戶。
2. ↑  《明英宗睿皇帝實錄·卷五》：（宣德十年五月）丁亥陞行在監察御史程富為行在大理寺左少卿，時富巡按江西，私於巡撫侍郎趙新，新以吉安府知府陳本深餉軍捕寇功，掩為富功，故有是命。
3. ↑  《明英宗睿皇帝實錄·卷八十》：（正統六年六月乙亥）……命大理寺左少卿程富為都察院右僉都御史代之。
4. ↑  《明英宗睿皇帝實錄·卷一百四》：（正統八年五月甲戌）命都察院右僉都御史程富往雲南督理糧餉。
5. ↑  《明英宗睿皇帝實錄·卷一百十七》：（正統九年六月）乙未陞……都察院右僉都御史程富為本院左僉都御史……錄其麓川勦賊饋運勞也。
6. ↑  《明英宗睿皇帝實錄·卷一百三十》：（正統十年六月）戊午陞都察院左僉都御史程富為本院右副都御史，時富在雲南督理糧餉九年秩滿，吏部以聞，上念其效勞于外故陞之。
7. ↑  《明英宗睿皇帝實錄·卷二百九十三》：（天順二年七月乙卯）致仕都察院右副都御史程富卒。富，直隸歙縣人，由進士（舉人）授陝西道監察御史，宣德九年巡按江西，值大盤山賊暴發，僉事彭森率兵民勦之，富冒其功，陞大理寺左少卿，正統六年轉都察院右僉都御史，參贊陝西、甘肅軍務，八年轉左僉都御史，督運雲南軍儲，征討麓川還，陞右副都御史，後以疾乞致仕，至是卒，訃聞遣官諭葬，富有才幹但黷貨好色，在雲南時貪淫之跡尤著，家居以此自娛，恬然不以為愧，其於名爵實有玷云。